# Wilhelm 2. af Tyskland
Wilhelm 2. Tyskland (født 27. januar 1859, død 4. juni 1941) var den sidste tyske kejser og konge af Preussen. Han sad på tronen fra den 15. juni 1888 til den 9. november 1918, hvor han som konsekvens af Novemberrevolutionen og Kejserriget Tysklands forestående nederlag i Første Verdenskrig abdicerede. Herefter blev monarkiet afskaffet, og Tyskland blev til den demokratiske Weimarrepublik.
Som ældste barnebarn af dronning Victoria var Wilhelm fætter til Georg 5. af Storbritannien og fjernere ude også til den sidste russiske zar Nikolaj 2. Ved Tysklands samling i 1871 blev Wilhelms farfar Wilhelm 1. den første kejser, mens hans far Frederik 3. af Tyskland blev kronprins. Da kejseren døde den 9. marts 1888 blev Frederik kejser, men han var syg med strubekræft og døde 15. juni samme år, og 29-årige Wilhelm overtog tronen (se Trekejseråret (de)). Wilhelm afskedigede Otto von Bismarck, der havde været tysk kansler siden Kejserrigets grundlæggelse, i 1890 efter længerevarende uenighed om udenrigspolitik.
I sin tid som kejser prøvede Wilhelm på at gøre det nyligt forenede Tyskland til en stormagt på linje med Storbritannien og Frankrig, men hans personlighed gjorde det svært. Han udtalte sig ofte taktløst og uden at konsultere sine ministre. Wilhelms håndtering af en række udenrigspolitiske kriser skadede Tysklands forhold til de andre stormagter. Han ledte landet gennem det engelsk-tyske flådekapløb op til krigen, de marokkanske kriser (se Agadirkrisen), hvori han udfordrede Frankrigs kontrol over Marokko, og Bosnienkrisen i 1908,hvor Østrig-Ungarn med tysk opbakning annekterede Bosnien.
Hans turbulente styre kulminerede i Julikrisen 1914 (de), der førte til Første Verdenskrig. Under krigen overlod han de fleste beslutninger om strategi og krigsorganisering til Generalstaben (de). Denne magtdelegering førte til, hvad der i praksis var et militærdiktatur under generalerne Hindenburg og Ludendorff. Styret godkendte princippet om "uindskrænket ubådskrig" (en) hvor skibe fra neutrale lande blev behandlet som fjendtlige, hvis de havde intention om at handle med fjenden. Det og Zimmermann-telegrammet førte til USA's indtræden på Ententemagternes side i april 1917. Wilhelm mistede hærens støtte og abdicerede i 1918, hvorefter han flygtede til Doorn i Nederlandene, hvor han boede til sin død.

## Fødsel og opvækst

### Familiebaggrund
Prins Wilhelm blev født den 27. januar 1859 i sine forældres residens Kronprinzenpalais på pragtgaden Unter den Linden i Berlin som ældste søn af prins Frederik Vilhelm af Preussen og hans hustru prinsesse Victoria af Storbritannien og Irland. Hans far var nevø til Preussens konge Frederik Vilhelm 4. og ældste søn af den barnløse konges lillebror og tronfølger prins Wilhelm af Preussen, mens hans moder var ældste datter af dronning Victoria af Storbritannien og prins Albert af Sachsen-Coburg og Gotha. Hans moder var den britiske dronnings ældste barn, og havde mænd ikke gået foran kvinder i arvefølgen, ville han også være blevet britisk konge.
Hans mor var endvidere tante til Alix af Hessen, der var gift med tsar Nikolaj 2. af Rusland, og søster til kong Edward 7. af Storbritannien. Han blev døbt med de traditionelle preussiske kongenavne Frederik og Wilhelm og blev desuden opkaldt efter sine bedsteforældre i Storbritannien med navnene Viktor og Albert.
Wilhelm havde et nært, personligt venskab med sine fætre, zar Nikolaj 2. af Rusland og kong Georg 5. af Storbritannien. Han prøvede ofte at drille og plage sine kongelige slægtninge.

### Medfødte fysiske skader
Wilhelm blev født med flere fysiske skader som følge af en sædefødsel. Blandt andet var nerverne i hans venstre arm skadet omkring skulderen (Erbs parese). Det påvirkede nerverne i den øvre del af armen, så den aldrig voksede helt ud. Som voksen var den venstre arm 13 cm kortere end den højre. Hans venstre hånd var omtrent halvt så stor som hans højre, og han holdt den skjult på de fleste fotografier. Desuden var han plaget af nedsat førlighed og kroniske øresmerter. Historikere har formodet, at hans fysiske handicap har påvirket hans følelsesmæssige udvikling.

### Skolegang
Hans skolegang begyndte som 6-årig under ledelse af den 39 år gamle huslærer Georg Ernst Hinzpeter., der var en streng kalvinist, som gav en streng og autoritær opdragelse med 12 timers arbejdsdage.
Til trods for sine fysiske handicap fik han en militær uddannelse i den kejserlige residensby Potsdam. Han studerede også ved Rheinische Friedrich-Wilhelms-Universität i Bonn blandt konservative studenter fra den tyske elite. Han havde et kvikt hoved, hvilket imidlertid ofte blev overskygget af hans heftige temperament.

### Politisk brik
Både gennem uddannelse og miljø blev Wilhelm en ægte junker og preusser i opposition til sine liberalt indstillede forældre. Da han blev kejser, efter at faderen Frederik døde af spiserørskræft efter blot tre måneder på tronen, brød moderen med sønnen.
Wilhelm kom i konflikt mellem sin baggrund og Otto von Bismarcks ambitioner på vegne af ham og Tyskland. Begge sider af Wilhelms familie havde haft psykiske lidelser, og det kan forklare hans ustabile følelser. Begge Wilhelms forældre, Frederik og Victoria, beundrede prinsgemal-forholdet, som Victorias fader, prins Albert, havde til dronning Victoria. De planlagde derfor at styre på samme måde som dronning Victoria og prins Albert i Storbritannien og planlagde at reformere styreformen, som Bismarck havde indført for sig selv og balancere den ved at give Rigsdagen større indflydelse ved at regeringen skulle være ansvarlig over den i en parlamentarisme i stedet for at være ansvarlig over for kejseren. Videre skulle regeringens beslutninger tages på grundlag af konsensus, så de var gensidigt ansvarlige. Frederik kaldte Bismarcks forfatning for "genialt kaos".
Kronprinseparret stod politisk nær Deutsche Fortschrittspartei, og Bismarck var meget bange for, at en politiker fra Deutsche Fortschrittspartei skulle blive kansler, hvis Wilhelm 1. døde. Han sørgede derfor for at holde kronprinsen væk fra al politisk indflydelse og prøvede at gøre ham upopulær.
Da Wilhelm var i begyndelsen af 20'erne, prøvede Bismarck ganske vellykket at skille ham fra sine liberale forældre og ønskede at bruge den unge prins som et politisk våben mod forældrene for at sikre sin egen politiske dominans. Wilhelm udviklede derfor et dysfunktionelt forhold til sine forældre, særlig over for sin engelske moder. I et udbrud i april 1889, som kejserinde Victoria senere refererede for sin moder, dronning Victoria, havde Wilhelm rasende sagt, at "en engelsk læge (Morell Mackenzie) dræbte min fader, og en engelsk læge ødelagde min arm – hvilken er min moders fejl". Hun skulle ikke have tilladt nogen tysk læge at behandle hverken sig selv eller sin nærmeste familie.

## Som person og politisk syn
Wilhelm var veltalende og havde sans for dramatiske effekter. Han var samtidens ubestridelige berømthed og medieyndling og er blevet kaldt den første ugebladskonge, idet han fyldte pressen med billeder og stof fra sine rejser og arrangementer. Han var musikalsk og sprogkyndig, en ret god taler og havde et udpræget socialt væsen, som satte pris på selskabslege og slapstick-humor. Da han var meget kundskabsrig, kunne han konversere bredt.
Han er omtalt som talentfuld med en hurtig og nogle gange en helt fremragende forståelse, med sans for tekniske nyvindinger og industriudvikling. Men samtidig kunne han være overfladisk, forhastet, rastløs og mangle dybere forståelse og ønske om at nå mål gennem hårdt arbejde eller nok drivkraft til at se, hvad arbejdet skulle føre til. Han ville, at dagene skulle være morsomme og hyggelige, samtidig med at han søgte anerkendelse fra omgivelserne.
Desuden havde han et krævende gemyt, kunne være opfarende og vanskelig for sine omgivelser. Han havde vanskeligheder med at tage krævende beslutninger og kunne blive hysterisk, deprimeret og sengeliggende, hvis det gik galt.
Politisk var han et produkt af sin tid, men var meget konservativ og lidet fremtidsorienteret. Med sit omskiftelige sind blev han i sin samtid kaldt "Wilhelm der Plötzliche", og det gjorde, at han pludselig kunne gå ind for en sag, uden at det var en naturlig del af den politiske tænkning.
Historikere diskuterer, i hvilken grad sider ved hans sind har haft konsekvenser for særligt hans udenrigspolitik. Han havde tiltro til magtbrug og Survival of the fittest både i indenrigs- og udenrigspolitik. Samtidigt kunne han skjule sin dybe usikkerhed bag djærve taleformer.

## Tid som kejser

### Forholdet til Bismarck
Da Wilhelm blev kejser, ønskede han at samarbejde med Bismarck. Men Wilhelm var ærgerrig og egenrådig. Bismarck var med årene blevet stædigere og mere despotisk, og uenighed og gensidig irritation førte til krisen i 1890, da Bismarck måtte gå af. Baggrunden for konflikten var uenighed om både udenrigspolitikken og lovgivningen, herunder både den anti-socialistiske lov og arbejderbeskyttelseslovgivningen.

#### Uenighed om udenrigspolitikken
Modsætningen i udenrigspolitikken blev skærpet særlig efter Wilhelms stærke antirussiske indstilling efter zar Nikolajs indblanding i interne forhold i Østrig-Ungarn, da han opmuntrede den sydslaviske befolkning til at kræve ligestilling med den tyske og ungarske befolkning i riget. Således rokkede han ved Bismarcks fint indstillede, komplicerede og krævende udenrigspolitiske balancepolitik, og det blev stadig vanskeligere at opretholde dobbeltspillet over for Rusland.
Videre var der uenighed mellem Bismarck og den unge kejser om koloni-politikken, da Bismarck var modstander af al kolonialisme. Kejseren ville gøre Tyskland til en afgørende faktor i stormagtspolitikken og mente, at Tyskland havde samme ret til et afrikansk kolonivælde som Frankrig, Belgien og Storbritannien. Wilhelm drømte om at skabe et stort tysk imperium og slog ind på en aggressiv kolonipolitik. Til trods for, at Tyskland kom sent med i Kapløbet om Afrika, lykkedes det at etablere tyske kolonier i Tysk Sydvestafrika, Tysk Østafrika, Tysk Kamerun og dele af det senere Togo.

#### Uenighed om Socialistloven
Konflikterne knyttede til lovgivning var særlig i forbindelse med Bismarcks ønske om at gøre Socialistloven permanent. Bismarck havde støtte fra de konservative og Nationalliberale Partei bortset fra bestemmelsen om, at politiet kunne kaste socialistiske agitatorer ud af deres hjem, en bestemmelse som havde været i hyppig anvendelse. Nationalliberale Partei kunne ikke gå med på denne bestemmelse, mens de konservative og Bismarck ville have lovgivningen igennem samlet. Wilhelm havde i mellemtiden engageret sig i de sociale forhold for minearbejdere, som havde strejket året før. Han blandede sig derfor i Bismarcks argumentation og ønskede en mere socialt orienteret politik. I forhold til socialistloven stod han på samme linje som Nationalliberale Partei, og nægtede at nedlægge det veto, som Bismarck krævede, da han ikke fik hele lovgivningen samlet igennem. Bismarck afslørede, at hans hensigt var at provokere socialisterne til oprør, så de kunne knuses med magt, hvilket kejseren var stærkt imod.

#### Endeligt brud
Kejserens socialpolitiske engagement gjorde, at han ville afholde en international arbejderkonference. Bismarck prøvede at forhindre det og prøvede at overtale den franske regering til ikke at deltage. Bismarck forbød ministrene at have kontakt med kejseren uden Bismarcks tilladelse, i overensstemmelse med en glemt kabinetsordre fra 1852, eftersom han var bange for, at de kunne prøve at komme frem til andre løsninger end dem, Bismarck ønskede. Kejseren klandrede Bismarck for at opsætte barrierer mellem kejseren og ministrene og for at diskutere alliancer i Rigsdagen med det katolske Deutsche Zentrumspartei uden kejserens viden. Han klandrede også Bismarck for at have undladt at informere ham om det vanskelige forhold mellem Rusland og Tyskland. 
Dagen efter fik Bismarck besked gennem general Wilhelm von Hahnke, leder for det militære kabinet, om, at kejseren forventede, at Bismarck umiddelbart gjorde det klart, at ministrene kunne have direkte kontakt med kejseren uden Bismarcks godkendelse. Både lederen af Tysklands generalstaben, Alfred Graf von Waldersee, og det militære kabinet bad kejseren om at afskedige Bismarck. Bismarck ventede imidlertid i fire dage, før han den 18. marts 1890 søgte sin afsked.

### Gennemslagskraft
Efter Bismarcks afgang ønskede Wilhelm selv en stærkere indflydelse på politikken. Han udnævnte derfor svagere kanslere, men den omskiftelige Wilhelm skabte i stedet usikkerhed i statsledelsen. Umiddelbart efter Bismarck blev Leo von Caprivi rigskansler, og han blev erstattet af Chlodwig zu Hohenlohe-Schillingsfürst i 1894. Der er en debat mellem historikere om, i hvilken udstrækning Wilhelm på styrede personligt, men det er klart, at det var en helt anden dynamik mellem kejseren og forvaltningens øverste leder, rigskansleren. Disse rigskanslere var centrale og erfarne embedsmænd og ikke statsmænd som Bismarck.
Men da Hohenlohe blev udskiftet i 1900, udnævnte kejseren, han mente var "sin Bismarck", Bernhard von Bülow. Nu fokuserede kejseren på opbygningen af den kejserlige flåde, som skulle kunne balancere med den britiske, så Tyskland kunne få anerkendelse som stormagt.
Efterhånden sank hans prestige, og han blev særligt udsat for skarpe angreb fra socialdemokraterne i Sozialdemokratische Partei Deutschlands. Efter udbruddet af 1. verdenskrig i 1914 gled han i baggrunden.

### Udenrigspolitik
Wilhelm var særlig optaget af udenrigs- og kolonispørgsmålene, hvor hans ambitioner var at gøre Tyskland til en central faktor i stormagtspolitikken. Han forlod Bismarcks forsigtige "kontinentalpolitik" og fremmede en "verdenspolitik". 
Han ville skabe et stort tysk imperium og slog ind på en aggressiv kolonipolitik. For at fremme sine ærgerrige planer styrkede han Den kejserlige hær og begyndte en udstrakt opbygning af Den tyske kejserlige flåde. Hans mere aggressive udenrigspolitik førte til en tilnærmelse mellem Storbritannien, Frankrig og Rusland, som Bismarcks politik havde taget sigte på at undgå.
Efter at Wilhelm forlod Bismarcks forsigtige "kontinentalpolitik" og slog ind på sin "verdenspolitik", fandtes der imidlertid ingen faste linjer i hans udenrigspolitik.

### Under 1. verdenskrig
Wilhelm var en nær ven af ærkehertug Franz Ferdinand af Østrig-Este og blev dybt chokeret, da han og hans ægtefælle Sophie von Hohenberg blev dræbt ved skuddene i Sarajevo den 28. juni 1914. Wilhelm støttede derfor alle forsøg på at bekæmpe Den sorte hånd i Serbien. Han ønskede at aflyse sit årlige krydstogt til de norske fjorde og blive i Berlin, til krisen var ovre, men blev overtalt til at rejse, da en aflysning ville have forstærket den spændte situation. Den 6. juli forlod kejserfølget Tyskland men vidste ikke, at kejser Franz Joseph 1. af Østrig-Ungarn allerede var overtalt til at skrive under på en krigserklæring mod Serbien. Også andre i den tyske politiske ledelse som marineminister Tirpitz, lederen af generalstaben Moltke, udenrigsminister Jagow og rigskansler Theobald von Bethmann Hollweg var på ferie, sidstnævnte rigtignok med en direkte telefonlinje til Berlin.
Wilhelm blev den 19. juli underrettet om indholdet i det østrigske ultimatum til Serbien, mens de lå ved Balestrand. Wilhelms rejse langs den norske kyst blev afbrudt den 25. juli, da krisen som følge af det østrig-ungarske ultimatum til Serbien blev udløst, og den 27. juli kom kejseryachten SMY "Hohenzollern" tilbage til Kiel.

#### Krigsmodstander
Den tyske militære ledelse ønskede en krig mod Rusland, som kunne svække landet, før det blev for stærkt og kunne true Tyskland. Man måtte imidlertid først slå Frankrig ud, som var Ruslands allierede, og regnede med, at Storbritannien ville holde sig udenfor. Men da det blev klart, at Tyskland kunne få den to-frontskrig, man hele tiden havde forsøgt at undgå, og at Storbritannien ville gå ind i krigen, hvis Tyskland angreb Frankrig gennem det neutrale Belgien, gik Wilhelm i panik og prøvede at omdirigere angrebsstyrken mod Rusland. Helmuth Johannes Ludwig von Moltke, leder for generalstaben havde fremdraget Schlieffenplanen udarbejdet af hans forgænger Alfred Graf von Schlieffen i 1905, og forklarede kejseren, at en sådan omdirigering af en styrke på to millioner mand på det tidspunkt var umulig at gennemføre. Wilhelm fik dog Moltke til ikke at angribe Nederlandene.
Wilhelm fortrød, at han havde forladt Berlin i den kritiske periode og troede, at han kunne have forhindret krigen, hvis han havde været i Berlin, da han havde så mange kontakter i England, som kunne vise, hvordan situationen blev vurderet i England. Om kejseren kunne have bidraget til, at krigen blev undgået, bestrides af historikere. Men de allierede havde opfanget kejserens krigsmodstand, da den franske ambassadør den 4. august skrev til sin britiske kollega, at der kun var tre i Berlin den dag, som beklagede, at krigen ikke lod sig stoppe, de to og den tyske kejser.

#### Skyggekejser
Da Wilhelm hørte, at hans fætter Georg 5. havde skiftet det britiske kongehus' navn til Windsor, bemærkede Wilhelm, at han planlagde at se De lystige koner i Saxe-Coburg-Gotha.
Men Wilhelms rolle under krigen blev af stadig mindre betydning. Den militære overkommando videreførte sine planer, selvom Schlieffen-planen havde slået fejl. Moltke fik nervesammenbrud, og Paul von Hindenburg og Erich Ludendorff overtog den overordnede militære ledelse. Fra 1916 var Tyskland i realiteten et militærdiktatur under Hindenburg og Ludendorff.
Stadig mere isoleret fra begivenhederne vaklede Wilhelm mellem modløshed og sejrsdrømme, afhængig af meldingerne fra fronten. Men den stabile og tunge, aldrende Hindenburg gav omgivelserne et indtryk af, at sejren var inden for rækkevidde, selv efter at krigen var tabt på slagmarken. 
Selv om Hindenburg havde overtaget Wilhelms rolle som militær øverstkommanderende, havde Wilhelm fortsat en indflydelse på politiske udnævnelser, da hans samtykke var nødvendigt, før større ændringer, også i den militære ledelse, kunne gennemføres. Wilhelm støttede både afsættelsen af Moltke i september 1914, og at Erich von Falkenhayn blev hans afløser. I 1917 besluttede Hindenburg og Ludendorff, at Bethman ikke længere var acceptabel for dem som rigskansler, og bad Wilhelm om at udnævne en anden. Da de blev spurgt om, hvem de kunne acceptere, foreslog de Georg Michaelis, den embedsmand, som var ansvarlig for distribution af korn fra Preussen under krigen, og som havde besøgt det militære hovedkvarter nogle uger i forvejen. Wilhelm kendte ham ikke, men accepterede forslaget. Det var på mange måder kejserdømmets sammenbrud. Michaelis måtte gå af få måneder senere, da Rigsdagen oplevede ham som en marionet for Hindenburg og Ludendorff. Kejserens støtte var helt smuldret bort mod slutningen af krigen, både inden for hæren, den civile forvaltning og i den tyske opinion. Den amerikanske præsident Woodrow Wilson gjorde det klart, at kejseren ikke var en aktuel forhandlingsmodpart.

### Abdikation
Da 1. verdenskrig lakkede mod enden, befandt Wilhelm sig i sit krigshovedkvarter i Spa i Belgien. Han blev overrasket over uroen, som brød ud i Tyskland og blev yderligere chokeret over mytteriet i Kiel den 3. november. Da novemberrevolutionen fulgte efter mytteriet i Kiel, blev han usikker på, hvad han skulle gøre og håbede, at han kunne beholde den preussiske kongetrone, selv om han gik af som tysk kejser. 
Nederlaget i verdenskrigen kompromitterede imidlertid kejserdømmet, og Ententemagterne nægtede at slutte fred med Wilhelm. Videre blev han informeret af Wilhelm Groener om, at de tyske tropper ikke ville kæmpe for ham som kejser i en borgerkrig i Tyskland.
Den 9. november 1918 offentliggjorde den midlertidige rigskansler Max af Baden kejserens abdikation. Selv abdicerede Wilhelm først 19 dage senere den 28. november 1918, efter eget udsagn i håbet om at stabilisere situationen i riget.
Den tidligere kejser tilbragte resten af livet i eksil i Nederlandene. Han døde 82 år gammel den 4. juni 1941 i sit hjem i Huis Doorn efter en lungeemboli.[kilde mangler]

## Ægteskab og børn
Han blev gift 27. februar 1881 med Augusta Viktoria af Slesvig-Holsten og fik syv børn:
1. Wilhelm af Preussen (1882-1951), gift 1905 med Cecilie af Mecklenburg-Schwerin som var søster til Danmarks Dronning Alexandrine. Seks børn.
2. Eitel Friedrich af Preussen (1883-1942), gift 1906 med Sophie Charlotte af Oldenburg, skilt. Ingen børn.
3. Adalbert af Preussen (1884-1948), gift 1914 med Adelaide af Sachsen-Meiningen. Tre børn.
4. August Wilhelm af Preussen (1887-1949), gift 1908 med Alexandra Viktoria af Slesvig-Holsten-Sønderborg-Glücksborg. Et barn.
5. Oskar af Preussen (1888-1958), gift 1914 med baronesse Ina Marie von Bassewitz. Fire børn.
6. Joachim af Preussen (1890-1920), gift 1916 med Marie Auguste af Anhalt. En søn.
7. Viktoria Luise af Preussen (1892-1980), gift 1913 med Ernst August, hertug af Braunschweig. Fem børn.

Efter Augusta Viktorias død i 1921 kom han i forbindelse med prinsesse Hermine Reuss af Greiz, og de blev gift 9. november 1922.

## Hædersbevisninger og ordener
- Danmark: Ridder af Elefantordenen  (1879)
- Norge: Ridder af Den Norske Løve  (1904)

## Anetavle
|  |                                                     |  |  |  |  |  |  |  |  |  |  |  |  |  |  |  |
|  | Frederik Vilhelm 3. af Preussen                     |  |  |  |  |  |  |  |  |  |  |  |  |  |  |  |
|  |                                                     |  |  |  |  |  |  |  |  |  |  |  |  |  |  |  |
|  |                                                     |  |  |  |  |  |  |  |  |  |  |  |  |  |  |  |
|  | Wilhelm 1. af Tyskland                              |  |  |  |  |  |  |  |  |  |  |  |  |  |  |  |
|  |                                                     |  |  |  |  |  |  |  |  |  |  |  |  |  |  |  |
|  |                                                     |  |  |  |  |  |  |  |  |  |  |  |  |  |  |  |
|  | Louise af Mecklenburg-Strelitz                      |  |  |  |  |  |  |  |  |  |  |  |  |  |  |  |
|  |                                                     |  |  |  |  |  |  |  |  |  |  |  |  |  |  |  |
|  |                                                     |  |  |  |  |  |  |  |  |  |  |  |  |  |  |  |
|  | Frederik 3. af Tyskland                             |  |  |  |  |  |  |  |  |  |  |  |  |  |  |  |
|  |                                                     |  |  |  |  |  |  |  |  |  |  |  |  |  |  |  |
|  |                                                     |  |  |  |  |  |  |  |  |  |  |  |  |  |  |  |
|  | Carl Friedrich af Sachsen-Weimar-Eisenach           |  |  |  |  |  |  |  |  |  |  |  |  |  |  |  |
|  |                                                     |  |  |  |  |  |  |  |  |  |  |  |  |  |  |  |
|  |                                                     |  |  |  |  |  |  |  |  |  |  |  |  |  |  |  |
|  | Augusta af Sachsen-Weimar-Eisenach                  |  |  |  |  |  |  |  |  |  |  |  |  |  |  |  |
|  |                                                     |  |  |  |  |  |  |  |  |  |  |  |  |  |  |  |
|  |                                                     |  |  |  |  |  |  |  |  |  |  |  |  |  |  |  |
|  | Maria Pavlovna af Rusland                           |  |  |  |  |  |  |  |  |  |  |  |  |  |  |  |
|  |                                                     |  |  |  |  |  |  |  |  |  |  |  |  |  |  |  |
|  |                                                     |  |  |  |  |  |  |  |  |  |  |  |  |  |  |  |
|  | Wilhelm 2. af Tyskland                              |  |  |  |  |  |  |  |  |  |  |  |  |  |  |  |
|  |                                                     |  |  |  |  |  |  |  |  |  |  |  |  |  |  |  |
|  |                                                     |  |  |  |  |  |  |  |  |  |  |  |  |  |  |  |
|  | Ernst 1. af Sachsen-Coburg og Gotha                 |  |  |  |  |  |  |  |  |  |  |  |  |  |  |  |
|  |                                                     |  |  |  |  |  |  |  |  |  |  |  |  |  |  |  |
|  |                                                     |  |  |  |  |  |  |  |  |  |  |  |  |  |  |  |
|  | Prins Albert af Sachsen-Coburg og Gotha             |  |  |  |  |  |  |  |  |  |  |  |  |  |  |  |
|  |                                                     |  |  |  |  |  |  |  |  |  |  |  |  |  |  |  |
|  |                                                     |  |  |  |  |  |  |  |  |  |  |  |  |  |  |  |
|  | Louise af Sachsen-Gotha-Altenburg                   |  |  |  |  |  |  |  |  |  |  |  |  |  |  |  |
|  |                                                     |  |  |  |  |  |  |  |  |  |  |  |  |  |  |  |
|  |                                                     |  |  |  |  |  |  |  |  |  |  |  |  |  |  |  |
|  | Victoria af Storbritannien                          |  |  |  |  |  |  |  |  |  |  |  |  |  |  |  |
|  |                                                     |  |  |  |  |  |  |  |  |  |  |  |  |  |  |  |
|  |                                                     |  |  |  |  |  |  |  |  |  |  |  |  |  |  |  |
|  | Prins Edvard Augustus, hertug af Kent og Strathearn |  |  |  |  |  |  |  |  |  |  |  |  |  |  |  |
|  |                                                     |  |  |  |  |  |  |  |  |  |  |  |  |  |  |  |
|  |                                                     |  |  |  |  |  |  |  |  |  |  |  |  |  |  |  |
|  | Victoria af Det Forenede Kongerige                  |  |  |  |  |  |  |  |  |  |  |  |  |  |  |  |
|  |                                                     |  |  |  |  |  |  |  |  |  |  |  |  |  |  |  |
|  |                                                     |  |  |  |  |  |  |  |  |  |  |  |  |  |  |  |
|  | Victoria af Sachsen-Coburg-Saalfeld                 |  |  |  |  |  |  |  |  |  |  |  |  |  |  |  |
|  |                                                     |  |  |  |  |  |  |  |  |  |  |  |  |  |  |  |
|  |                                                     |  |  |  |  |  |  |  |  |  |  |  |  |  |  |  |